# (828) Линдеманния
(828) Линдеманния (лат. Lindemannia) — типичный астероид главного пояса, открытый 29 августа 1916 года австрийским астрономом Иоганном Пализой в Вене и названный в честь Адольфа Линдемана, британского астронома, инженера и бизнесмена.